# Kareika
Kareika  este un oraș în Grecia în Prefectura Ahaia.